# UGC 50
NGC 50 es una galaxia espiral localizada en la constelación de Pegaso.